# Alexander Boghossian
Pour les articles homonymes, voir Boghossian.
Alexander Bhogossian dit Skunder Bhogossian est un artiste éthiopien (Addis-Abeba, 22 juillet 1937 - Washington, 4 mai 2003). Considéré comme un pionnier de l'art moderne en Éthiopie et l'un des principaux artistes africains du XXe siècle, il est souvent associé au surréalisme.

## Biographie
Fils d'un père arménien et d'une mère éthiopienne, une bourse d'études lui permet de voyager en Europe après une formation initiale dans sa ville natale. À Londres (1955-57), il est élève de la Saint Martin's School, de la Central School et de la Slade School of Fine Art. À Paris (1957-1966) il étudie à l'École nationale des beaux-arts et à l'Académie de la Grande Chaumière. Il fait alors la connaissance d'André Breton, Cheikh Anta Diop, Wilfredo Lam et Ted Joans. Il retourne à Addis Abbeba de 1966 à 1969 pour y enseigner à l'École des beaux-arts. En 1970, il s'installe définitivement aux États-Unis, à Atlanta d'abord et puis à Washington où il enseigne à l'École des beaux-arts de l'université Howard (1972 à 2001).
Il est le premier artiste éthiopien dont les œuvres ont été acquises par le musée national d'art moderne de Paris (1963) et le MoMA de New York (1965)

## Œuvres
- Ju Ju's Wedding, 1964, MoMA, New York.
- Night Flight of Dread and Delight, 1964, North Carolina Museum of Art, Raleigh.
- The End of the Beginning, 1972-73, musée national d'art africain, Washington[3].
- DMZ, 1975, Howard University Art Collection, Washington.
- Jacob's Ladder, 1984, DePaul University Museum, Chicago.
- Birth of the Mummy, 1992, musée d'art d'Indianapolis, Indiana.